# Grauman's Chinese Theatre

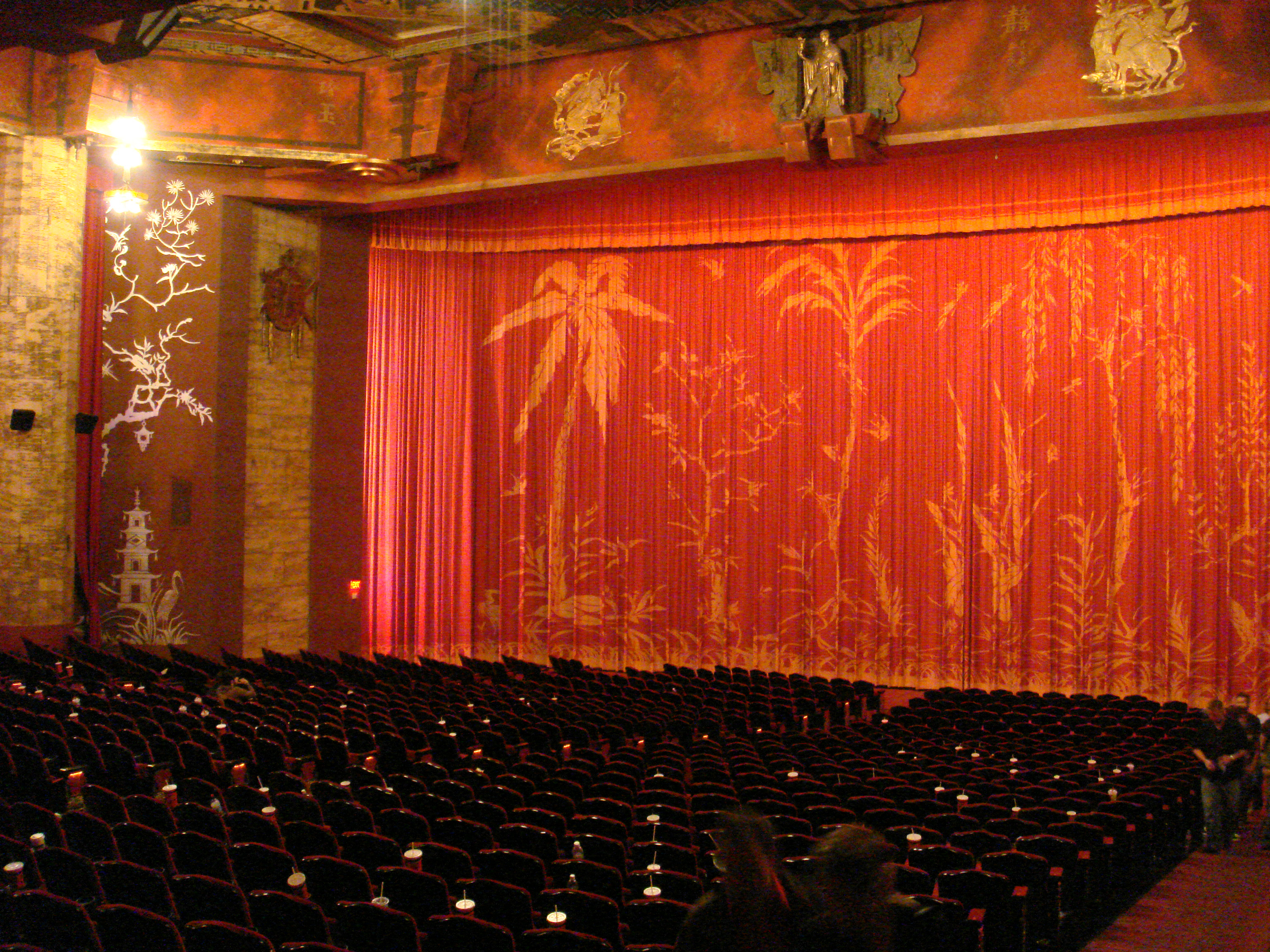
Interior

El Grauman's Chinese Theatre (també conegut com a Mann's Chinese Theater entre 1973 i 2001), és un famós teatre situat al 6925 de Hollywood Boulevard a Hollywood, Califòrnia.

## L'edifici
El local va obrir les portes el 1927 i des de llavors ha estat un dels punts de referència més recognoscibles i visitats del sud de Califòrnia. Va ser construït per l'actor Sid Grauman amo d'un terç del local, del qual eren propietaris els també actors Mary Pickford, Douglas Fairbanks i Howard Schenck. Grauman també va construir el "Million Dollar Theater" a Los Angeles.
L'arquitecte principal del Teatre Xinès va ser Raymond M. Kennedy, de la signatura Meyer and Holler. L'edifici recorda a una enorme pagoda xinesa vermella. En la façana està representat un enorme drac xinès, dues estàtues representen a dos gossos-lleons que guarden l'entrada principal, i existeixen moltes siluetes de diminuts dracs en els laterals de la teulada de coure.
El teatre es va inaugurar el 18 de maig de 1927 amb l'estrena de la pel·lícula de Cecil B. DeMille "El rei de reis". Sid Grauman va vendre la seva participació en el productor William Fox el 1929, però va romandre com a director del teatre fins a la seva mort el 1950.
El 1968 va ser declarat edifici històric i cultural, i des de llavors ha sofert diversos projectes de restauració. El teatre va ser comprat el 1973 per Ted Mann, propietari de la cadena de Teatres Mann i marit de l'actriu Rhonda Fleming, que va canviar el nom del teatre per "Mann's Chinese Theater". El 9 de novembre de 2001, el nom original del teatre va tornar a la façana de l'edifici.

## Petjades
A l'exterior de l'edifici, es troben impressionades les petjades de peus i mans de multitud d'artistes als quals es ret homenatge d'aquesta manera. Entre elles, les d'actors com Clark Gable, Rita Hayworth, Samuel L. Jackson, Sophia Loren o Marilyn Monroe. En total, hi ha més de 200 petjades impreses sobre el ciment. Encara que el més habitual ha estat sempre deixar les petjades dels peus i de la mans, també hi ha hagut personatges que han deixat altres petjades: Harold Lloyd va deixar impreses les petjades de les seves ulleres; Groucho Marx i George Burns, van deixar les petjades dels seus puros; Betty Grable, va immortalitzar les seves cames; John Wayne, el seu puny; Al Jolson, els genolls; Sonja Henie, les fulles dels seus patins; i els nassos de Jimmy Durant i Bob Hope. Les estrelles del western William S. Hart i Roy Rogers van deixar impreses les petjades de les seves armes.
I no sempre, han estat persones les quals han deixat impreses les seves petjades; els cavalls de Tom Mix ("Tony"), Gene Autry ("Champion") i Roy Rogers ("Trigger") van deixar les petjades de les seves peülles al costat de les estrelles que els van muntar. L'única persona no relacionada amb el món del cinema que ha deixat les seves petjades en el ciment enfront del teatre ha estat la mare de Grauman. En l'actualitat, el Grauman's Chinese Theatre contínua funcionant, amb unes instal·lacions completament restaurades i millorades. Moltes estrenes de pel·lícules es realitzen a Teatre Xinès, i hi solen acudir multitud de celebritats. El teatre va ser seu de la Cerimònia de Lliurament dels Premis de l'Acadèmia en tres ocasions, entre els anys 1944 i 1946 i està adjacent al Teatre Kodak, actual seu dels premis.